# George Worsley Adamson
Ne doit pas être confondu avec George Adamson.
Pour les articles homonymes, voir Adamson.
George Worsley Adamson (7 février 1913 – 5 mars 2005) est un dessinateur humoristique, illustrateur de livres, graveur et auteur né américain ayant acquis la nationalité britannique en 1931.
Il est membre de la Royal Society of Painter-Printmakers et de la Chartered Society of Designers.

## Biographie

### Jeunesse et formation
Adamson naquit au Bronx, New York City, fils de George William Adamson, maître constructeur de rames pour la Interborough Rapid Transit Company, et de Mary Lydia (Lily, née Howard). Son père, né à Glasgow, Écosse, et sa mère, née à Wigan, Lancashire, avaient déménagé à New York City de Bombay en Inde en 1910. À la suite du décès de sa mère en février 1921, George Adamson se rendit en Angleterre avec son père, sa tante Florence et ses deux sœurs Marie et Dorothy à bord du paquebot Cunard RMS Caronia, arrivant à Liverpool le 10 juillet. Son père retourna à New York en octobre 1921, où il mourut l'année suivante.
George Adamson fit sa formation au Wigan Mining and Technical College et au Liverpool City School of Art où il étudia la gravure sous la direction de Geoffrey Wedgwood.
Il exposa ses œuvres à la Royal Academy (en 1937, 1939, 1940 et 1948) et contribua à Punch à partir de 1939 jusqu'en 1988.

### Seconde Guerre mondiale

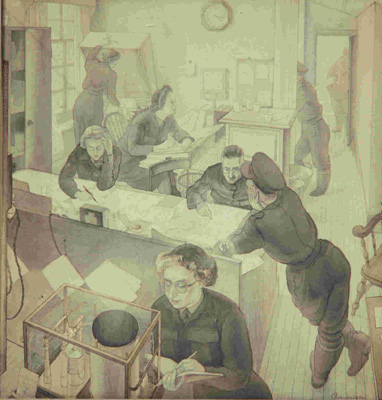
Meteorological office,
Pembroke Dock (1943)
FA03031 Air Historical Branch (AHB)

Pendant la Seconde Guerre mondiale, Adamson servit dans le Coastal Command de la RAF en tant que navigateur à bord des hydravions à coque Catalina pour la protection des convois de bateaux le long des Atterrages occidentaux ainsi que vers Mourmansk en U.R.S.S.. Ultérieurement, il suivit un cours d'entraînement à bord des B-24 Liberators aux Bahamas. Après avoir illustré un article au sujet des vols transatlantiques pour la revue Illustrated London News, il fut nommé artiste de guerre officiel pour le Coastal Command. Quelques-uns des dessins d'Adamson sont actuellement conservés au Imperial War Museum et au RAF Museum.

### Carrière
Entre 1946 et 1953 Adamson enseigna la gravure et l'illustration à Exeter School of Art, Exeter, Devon.
En 1954 il travailla brièvement à Londres avec le maquettiste John Morgan auprès du groupe nouvellement créé de Byrne and Woudhuysen Limited (ultérieurement Woudhuysen & Company Ltd) avant de s'installer en tant qu'illustrateur et dessinateur humoristique à plein temps.

#### Illustrateur
Le premier livre pour lequel il exécuta les dessins et la couverture fut The Day is Over de Marjorie Vasey (Epworth Press, 1954).
Dès le milieu des années 1960 il illustra les livres du professor Branestawn (le professeur Brindesong) écrits par Norman Hunter, offrant une continuité en harmonie avec l'humour des illustrations de W. Heath Robinson remontant aux années 1930. Également dans les années 1960, Adamson peignit les couvertures des deux premiers romans pour enfants d'Alan Garner : The Weirdstone of Brisingamen (1960) et The Moon of Gomrath (1963). Pendant la même décennie Adamson illustra le premier livre de poèmes pour enfants de Ted Hughes : Meet My Folks! (1961), suivi par les illustrations de son premier livre de récits pour enfants How the Whale Became (1963) et celles de la première édition du livre The Iron Man (1968).
En 1970, Adamson illustra le livre basé sur la série télévisée Catweazle de Richard Carpenter; suivi en 1971 par les illustrations du livre basé sur la deuxiėme série, Catweazle and the Magic Zodiac. Au cours des années 1980, il illustra les cinq premiers livres de lettres imaginaires envoyées par Denis Thatcher à un certain Bill mais en vérité rédigées par Richard Ingrams et John Wells pour la revue satirique Private Eye.
Outre son travail pour livres, Adamson entreprit d'illustrer des articles dans diverses revues, dont The Listener et Nursing Times. Pour cette dernière il dessina plus de deux cents illustrations entre 1963 et 1983.

#### Dessinateur humoristique
Adamson publia son premier dessin humoristique dans la revue Punch en septembre 1939 et le dernier dans The Spectator en septembre 1994. Au cours de ces cinquante-cinq années ses dessins humoristiques parurent non seulement dans Punch mais aussi The Tatler and Bystander, Time & Tide, la colonne de Peterborough du Daily Telegraph, Private Eye et d'autres revues dont La Revue des voyages où, en compagnie de trois autres dessinateurs de Punch, Adamson décrit ses impressions sur la vie au bord de la mer en France :
« Punch à la plage : Quatre dessinateurs de Punch nous montrent comment ils voient les plages de la Manche, de l’Océan et de la Méditerranée. Ils se représentent également comme ils se voient eux-mêmes.

Deauville : Adamson nous écrit qu’il est blond, mince ; il a quarante deux ans, est dessinateur et illustrateur. Né à New York par un jour d’hiver il aime la neige. Mais il aime aussi rencontrer des gens qui éveillent en lui des idées, il est heureux dans de grands espaces, il ne déteste pas voyager et s’amuser. George W. Adamson qui fut engagé dans la R.A.F. en 1940, a néanmoins trouvé le temps pendant ses heures de repos de continuer à dessiner. Il est souvent distrait comme le montre son portrait
... »

#### Graveur
Grâce à l'enseignement inspiré de Geoffrey Wedgwood au Liverpool City School of Art, Adamson développa ce qui devint une fascination durable pour la gravure, notamment la pointe sèche, la gravure au vernis mou et l'eau-forte. Pendant les premières années qui suivirent la Seconde Guerre mondiale il entreprit plusieurs gravures pour son propre plaisir en même temps qu'il enseignait à Exeter School of Art. Toutefois, de nombreuses années s'écoulèrent entre le portrait qu'il fit de son fils à deux ans Peter One Morning (achevé en 1950) et Killerton from the North (1979). Durant cette période il poursuivit sa carrière d'illustrateur et de dessinateur humoristique et retourna à l'estampe avec grand enthousiasme vers la fin des années soixante-dix, exposant ses œuvres récentes et anciennes à la Royal Society of Painter-Etchers and Engravers de 1981 à 1987, année où il est élu fellow de cette société. Parmi ses estampes tardives figurent des portraits du pianiste John Ogdon (1979) et de la poétesse du Devon Patricia Beer (1982).

## Œuvres sélectionnées

### Livres écrits et illustrés
- A Finding Alphabet (Faber & Faber, 1965)
- Finding 1 to 10 (Faber & Faber, 1967)
- Rome Done Lightly (Chatto & Windus, 1972)

### Livres illustrés
Cette rubrique inclut des œuvres avec illustrations figurant à l'intérieur et/ou sur la couverture.
- Marjorie Vasey The Day is Over (Epworth Press, 1954)
- Donald Herbert Barber Family Affairs (Epworth Press, 1954)
- Bertita Leonarz de Harding Magic Fire: The Story of Wagner’s Life and Music (Harrap, 1954)
- Barbara Ireson (dir.) Nursery Nonsense (Faber & Faber, 1956)
- Hans Habe [János Békessy], trad. de l'allemand d'Ewald Osers Off Limits: a novel of occupied Germany (Harrap, 1956)
- James Baggaley Shadow of the Eagle (Harrap, 1956)
- Ronald Ridout Word Perfect (Ginn, 1957–1960)
- Gladys Staines (dir.) Twelve Little Plays (Ginn, 1957)
- Charles Kingsley (dir. M. W. & G. Thomas) Westward Ho! (Ginn, 1957)
- Vera Caspary The Husband (W.H. Allen, 1957)
- James Baggaley The Spare Men (Harrap, 1958)
- Barbara Ireson (dir.) The Faber Book of Nursery Verse (Faber & Faber, 1958)
- "Mr George Adamson am y darluniau" Second Stages in Welsh, trimestre d'été, 1959 (BBC Broadcasts to Schools, 1959)
- W.H. Wood Crown of Gold (Thomas Nelson, 1959)
- W.H. Wood Perils of Pacifico (Brockhampton Press, 1959)
- Frank Yerby The Serpent and the Staff (Heinemann, 1959)
- Compton Mackenzie Hunting the Fairies (Penguin, 1959)
- Compton Mackenzie Monarch of the Glen (Penguin, 1959)
- Compton Mackenzie The Rival Monster (Penguin, 1959)
- Compton Mackenzie Water on the Brain (Penguin, 1959)
- Compton Mackenzie Thin Ice (Penguin, 1959)
- A. Elliott Cannon Silver City (Wheaton, 1959)
- A. Elliott Cannon A Question of Identity (Wheaton, 1959)
- Druce Raven Let’s Go Camping! (Nelson, 1959)
- William Appleby Singing Together (BBC Schools, 1960)
- Willis Hall The Royal Astrologer: adventures of Father Mole-Cricket of the Malayan legends (Heinemann, 1959)
- W.H. Wood Perils of Pacifico (Franklin Watts, New York, 1960)
- Alan Garner The Weirdstone of Brisingamen (Collins, 1960)
- John Sibly You’ll Walk to Mandalay (Jonathan Cape, 1960)
- Austin Stevens On the Market (Jonathan Cape, 1960)
- Austin Lee Miss Hogg and the Covent Garden Murders (Jonathan Cape, 1960)
- David Scott Daniell The Golden Pomegranate (University of London Press, 1960)
- Kenneth Lillington Conjuror’s Alibi (Thomas Nelson, 1960)
- Barbara Ireson (dir.) Barnes Book of Nursery Verse (A.S. Barnes, 1960)
- Andrew Sinclair The Breaking of Bumbo (Penguin, 1961)
- Jacynth Hope-Simpson The Bishop of Kenelminster (Putnam, 1961)
- Austin Stevens The Moon Turns Green (Jonathan Cape, 1961)
- Roy Herbert Rufus Tractor (Brockhampton Press, 1961)
- Roy Herbert Rufus Tractor (Bobbs Merrill, 1961)
- Ted Hughes Meet My Folks! (Faber & Faber, 1961)
- G.P.W. Earle Foundations of English (Ginn, 1961)
- Jacynth Hope-Simpson The Bishop’s Picture (Putnam, 1962)
- Irene Byers Silka the Seal (Brockhampton Press, 1962)
- Piet Niemand Jan Domm: a romp (Geoffrey Bles, 1962)
- Clarence Jonk Yami and his Unicycle (Faber & Faber, 1962)
- Barbara Ireson (dir.) Verse that is fun (Faber & Faber, 1962)
- Willis Hall The Royal Astrologer: adventures of Father Mole-Cricket of the Malayan legends (Coward, McCann, 1962)
- Elsie Hall Grassam, C.C. Falconer et al. Old Lob Readers (Ginn, 1962–5)
- L.H. Evers Danny’s Wonderful Uncle (Thomas Nelson, 1963)
- Alan Garner The Moon of Gomrath (Collins, 1963)
- Alan Garner The Weirdstone of Brisingamen (Puffin, 1963)
- Ted Hughes How the Whale Became (Faber & Faber, 1963)
- Kenneth Methold Vital English (University of London Press, 1963)
- Roy Herbert Rufus rolls on (Brockhampton Press, 1964)
- C.P. Watson (dir.) Fabulae Aesopi: a Latin reader for beginners (Faber & Faber, 1965)
- Margaret Lovett Sir Halmanac and the Crimson Star (Faber & Faber, 1965)
- Boswell Taylor The Running Dog (University of London Press, 1965)
- Margery Fisher (dir.) Open the Door: an anthology of stories (University of London Press, 1965)
- Alan Garner The Moon of Gomrath (Puffin, 1965?)
- Ted Hughes (poèmes) et Gordon Crosse (musique) Meet my Folks! A theme and relations. For speaker, children’s chorus, children’s percussion band, and adult percussion and instrumental players (Opus 10) (Oxford University Press, 1965)
- George Adamson Widdecombe Fair (Faber & Faber, 1966)
- T.H. White The Sword in the Stone (Collins, 1966)
- Norman Hunter Professor Branestawm’s Treasure Hunt (Bodley Head, 1966)
- Norman Hunter Professor Branestawm’s Treasure Hunt (Puffin, 1966)
- Ted Hughes The Iron Man: A story in five nights (Faber & Faber, 1968)
- Alison Farthing The Queen’s Flowerpot (Oliver & Boyd, 1968)
- Mary Cockett Tufty (Macmillan, 1968)
- Geraldine Kaye Bonfire Night (Macmillan, 1968)
- Pandora Pollen Henry and Henrietta (Chatto, Boyd and Oliver, 1969)
- George Barker Runes and Rhymes, Tunes and Chimes (Faber & Faber, 1969)
- Kaye Webb[17] & Joan Aitken The Friday Miracle & Other Stories (Puffin 1969, contrib.)
- M.C.V. Jeffreys World To-day: You and Other People (Ginn, 1969)
- Charles Geoffrey Stuttard World To-day: Problems at Work (Ginn, 1969)
- Norman Hunter The Peculiar Triumph of Professor Branestawm (Bodley Head, 1970)
- J.L. Carr The Red Windcheater (Macmillan, 1970)
- Richard Carpenter Catweazle (Methuen, relié; Puffin, broché, 1970)
- George Barker To Aylsham Fair (Faber & Faber, 1970)
- Norman Hunter Professor Branestawm’s Treasure Hunt (Bodley Head, 1970)
- Margaret Stuart Barry Boffy and the Teacher-eater (Harrap, 1971)
- Richard Parker Me and My Boots (Macmillan, 1971)
- Ted Hughes The Iron Man: A story in five nights (Faber & Faber, broché, 1971)
- Richard Carpenter Catweazle and the Magic Zodiac (Methuen, relié; Puffin, broché, 1971)
- Elwyn Thomas Ashton World To-day: People and Leisure (Ginn, 1971)
- Ted Hughes How the Whale Became (Puffin, 1971)
- Norman Hunter Professor Branestawm up the Pole (Bodley Head, 1972)
- Norman Hunter The Peculiar Triumph of Professor Branestawm (Puffin 1972)
- Trevor Griffiths Tip’s Lot (Macmillan, 1972)
- Geoffrey Jackson The Oven-Bird and Some Others (Faber & Faber, 1972)
- Mary Cockett An Armful of Sparrows (Macmillan, 1973)
- Norman Hunter Professor Branestawm’s Dictionary (Puffin, 1973)
- Peter Dickinson Emma Tupper’s Diary (Puffin, 1973)
- William Mayne A Game of Dark (Puffin, 1973/4)
- Boswell Taylor The Door that Would Not Open (University of London Press, 1974)
- Margaret Stuart Barry Boffy and the Mumford Ghosts (Harrap, 1974)
- Roger Lancelyn-Green (dir.) Strange Adventures in Time (J.M. Dent & Sons Ltd & E. P. Dutton & Co., Inc., 1974)
- Norman Hunter A Box of Branestawms Puffin gift box (illus. George Adamson) contenant The Incredible Adventures of Professor Branestawm (ill. W. Heath Robinson); Professor Branestawm’s Treasure Hunt (ill. George Adamson); Peculiar Triumph of Professor Branestawm (ill. George Adamson); Professor Branestawm’s Dictionary (couverture de George Adamson) 1975
- Norman Hunter Professor Branestawm up the Pole (Puffin, 1975)
- Kaye Webb & Treld Bicknell (dir.) Puffin’s Pleasure (Puffin relié, présentant "The Hiders of King’s House": un conte avec illustrations en couleur, p. 23–26 1976)
- Norman Hunter Professor Branestawm’s Great Revolution (Puffin, 1977)
- L.H. Evers Danny’s Wonderful Uncle (Thomas Nelson, Melbourne, 1977?)
- Ted Hughes Meet My Folks! (Puffin, incl. 4 nouvelles illustrations pour 4 nouveaux poèmes, 1977)
- Frank Waters The Day the Village Blushed (Harrap, 1977)
- Richard Ingrams and John Wells Dear Bill: The collected letters of Denis Thatcher (Private Eye/Andre Deutsch, 1980)
- Stewart Love Great Marco Scandal (Harrap, 1980)
- Benjamin Winterborn Changing Scenes (Oxford University Press, 1980)
- Norman Hunter The Best of Branestawm (Bodley Head, 8 illustrations ainsi que des dessins de W. Heath Robinson, Jill McDonald et Derek Cousins, 1980)
- Richard Ingrams and John Wells The Other Half: Further letters of Denis Thatcher (Private Eye/André Deutsch, 1981)
- Richard Ingrams and John Wells One for the Road (Private Eye/André Deutsch, 1982)
- Richard Ingrams and John Wells My Round (Private Eye/André Deutsch, 1983)
- P.G. Wodehouse, selectionné avec une introduction de Christopher Falkus Short Stories (The Folio Society, 1983)
- Barbara Ireson (ed.) Faber Book of Nursery Verse (Faber & Faber, illustrations seulement à l'intérieur ; couverture créée par Pentagram avec une illustration de Dan Fern, 1983)
- Richard Ingrams and John Wells Bottoms Up! (Private Eye/André Deutsch, 1984)
- Ted Hughes Meet My Folks! (Faber & Faber, y compris 4 illustrations de l'édition Puffin et une nouvelle pour illustrer un nouveau poème, 1987)
- Ted Hughes How the Whale Became (Faber & Faber, nouvelle couverture, 1989)
- Mark Bryant (ed.) Airborne Free: Red Devils and Other Rare Breeds (Leo Cooper, dessin humoristique offert par Adamson, 1990)
- Ted Hughes Meet My Folks! (Faber & Faber, édition brochée, nouvelle couverture, Pentagram, 1993)
- Ted Hughes How the Whale Became (Faber & Faber, nouvelle couverture, 1993)
- Norman Hunter The Peculiar Triumph of Professor Branestawm (Random House, nouvelle édition brochée, 2003)
- Ted Hughes The Dreamfighter and Other Creation Tales (Faber & Faber, qui comprend une réimpression, avec les dessins d'Adamson, des récits dans How the Whale Became, 2003)
- Ted Hughes Meet My Folks! (Faber & Faber, couverture par Catherine Rayner, dessins de George Adamson, 2011)
- Ted Hughes How the Whale Became (Faber & Faber, couverture par Catherine Rayner, dessins de George Adamson, 2011)

### Pochettes pour disques et couverture de CD
- Gordon Crosse (musique); Ted Hughes (poèmes) Meet My Folks! A theme and relations. For speaker, children’s chorus, children’s percussion band, and adult percussion and instrumental players (Opus 10) (EMI, 1965)
- William Alwyn: Fantasy - Waltzes, 12 Preludes John Ogdon, piano (Chandos, disque et CD, 1985)

## Expositions sélectionnées
- Walker Art Gallery, Liverpool, 1933, 1935, 1936, 1937
- Atkinson Gallery, Southport, 1934
- Liverpool Etchers’ & Engravers’ Exhibition, 1938
- Royal Academy, 1937, 1939, 1940, 1948
- Kenn Group Exhibition, Exeter School of Art, September 1947
- Royal Albert Memorial Museum, Exeter : « Exhibition of Drawings, Paintings, Sculpture and Craft: Work by members of the Exeter School of Art Staff », du 27 juin au 29 juillet 1950
- SIAD Exhibition Illustration Group, 1957
- Arts Council of Great Britain : « Book Illustration », 1958
- American Institute of Graphic Arts : « British Illustration », 1959
- « Covering Punch », 1960, fit une tournée de la Grande Bretagne, 1961
- Université d'Exeter, Devonshire House, dessins, 1962
- Wilhelm Busch Museum [Deutsches Museum für Karikatur und Zeichenkunst Wilhelm Busch], Hanover, dessins de Punch, 1963, tournée en Allemagne 1964
- Drawings from BBC Publications, 1963
- East Kent Folkestone Arts Centre: « Cartoonists of the British School », 1968
- Royal Albert Memorial Museum, Exeter: « Adamson Exhibition », a one-man show, 1968
- Galerie Genot, Paris: « L'Humour actuel franco-britannique. 200 dessins », du 20 novembre 1974 au 10 décembre 1974, mais prolongée[18]
- Ilkley Literature Festival, « An exhibition in honour of Ted Hughes, devised and presented by Keith Sagar to mark the poet’s involvement in the Ilkley Literature Festival », du 27 au 31 mai 1975 (Church House, Church Street, Ilkley)
- « Famous British Cartoonists », The London Gallery, N. La Cienega, Los Angeles, du 19 mai au 15 juin 1975
- Market Print Gallery, Exeter, « George Adamson Cartoons Christmas Show », 1976?
- Université de Liverpool, Senate House, Abercromby Square « Contemporary British Artists: an exhibition of work donated to the Rural Preservation Association », 1977
- Market Print Gallery, Exeter, « Etchings », du 30 septembre au 31 octobre 1978
- SouthEast Art Centres, « Fantasy Books and Illustrations », 1979
- Ilkley Literature Festival, « Lord Gnome Show », 1979
- The Library, Victoria and Albert Museum, Londres, « Illustrations to Ted Hughes Poems », 1979. Commissaire de l'exposition : Mark Haworth-Booth, Assistant Keeper of Photographs, Department of Prints, Drawings and Photographs
- City Art Gallery, Mosley Street, Manchester, « The Art of Ted Hughes: An exhibition to mark the poet’s fiftieth birthday, devised and presented by Keith Sagar », du 12 août au 7 septembre 1980
- The Royal Society of Painter-Etchers and Engravers, du 17 janvier au 12 février 1981
- The Royal Society of Painter-Etchers and Engravers, du 8 au 28 juin 1981
- The Royal Society of Painter-Etchers and Engravers, du 20 mars au 10 avril 1982 (Exposition du centenaire)
- Hamilton Gallery, Londres, « Eye Art at Hamilton’s, drawings from the Denis Thatcher letters books", 1982
- Maison du Champ-de-Mars, Rennes, « Exposition d'artistes d’Exeter », 1982 : gravures exposées : Filming The Onedin Line ; Peacocks ; St Andrews Cathedral ; Caerphilly Castle
- The Royal Society of Painter-Etchers and Engravers, du 30 octobre au 26 novembre 1982
- The Royal Society of Painter-Etchers and Engravers, du 26 octobre au 27 novembre 1983
- The Royal Society of Painter-Etchers and Engravers, du 18 septembre au 11 octobre 1987
- The Royal Festival Hall, Londres, « Punch 150th Anniversary Exhibition », du 11 octobre au 17 novembre 1991
- National Portrait Gallery, Londres, « Eyetimes: 35 years of Private Eye », 1996
- British Library, « The Page is Printed: a Ted Hughes exhibition », du 7 novembre 2003 au 24 février 2004
- McLean Museum, Greenock, « Inverclyde’s War: an exhibition to mark the 60th anniversary of the end of hostilities », août 2005: reproduction de plusieurs dessins d'Adamson représentant RAF Greenock pendant la guerre
- The Cartoon Museum, Londres, « Private Eye at 45 » : une exposition pour célébrer le 45e anniversaire de l'établissement de la revue Private Eye, du 26 octobre 2006 au 4 février 2007 : présentant deux des dessins d'Adamson, illustrant « Auberon Waugh’s Diary » et un dessin inédit pour célébrer le 21e anniversaire de Private Eye en 1983
- Victoria and Albert Museum, Londres, « Private Eye: The First 50 Years », du 18 octobre 2011 au 8 janvier 2012: présentant la couverture dessinée par Adamson pour le livre One for the Road
- Victoria and Albert Museum, Londres, « George W. Adamson: A Twentieth-Century Illustrator », du 3 avril au 30 septembre 2012
- British Library (Folio Society Gallery), Londres, « Picture This: Children’s Illustrated Classics », du 4 octobre 2013 au 26 janvier 2014 : présentant l'esquisse en couleur de la couverture exécutée par Adamson pour The Iron Man de Ted Hughes

## Conservation de ses œuvres
L'œuvre de George Adamson est présente dans plusieurs collections publiques dont :
- Ashmolean Museum, Oxford (gravure prêtée par la Royal Society of Painter-Printmakers)
- British Museum, Londres
- House of Humor and Satire, Gabrovo, Bulgarie
- Imperial War Museum, Londres
- New York Public Library, New York
- Oxford Brookes University Library, Oxford (dessin conservé dans la Collection André Deutsch)
- Pembroke College, Cambridge
- Royal Air Force Museum, Hendon
- Royal Albert Memorial Museum, Exeter
- Ulster Museum, Belfast
- Victoria and Albert Museum, Londres
- Wigan Heritage Service, Wigan

## Récompenses et compléments
Adamson remporta le P.G. Wodehouse Centenary Illustration Award dans Punch en 1981 et fut commissionné par la suite pour illustrer une anthologie de contes de P.G. Wodehouse pour la Folio Society parue en 1983.
George Adamson fut élu fellow de la Royal Society of Painter-Etchers and Engravers en 1987.